# Estadio El Sol
El estadio El Sol es un estadio multiusos. Está ubicado en la ciudad de Vinces, provincia de Los Ríos. Fue inaugurado el 31 de enero de 2003. Es usado para la práctica del fútbol, tiene capacidad para 5000 espectadores. 

## Historia
El estadio 'El Sol', también conocido como el Templo del Santa Rita, fue construido a finales de 2002 e inaugurado a inicios del año 2003, su ubicación es un tanto especial e inusual ya que se encuentra en medio de una bananera y a pocos metros se encuentra el Río Vinces, la ambientación es vistosa al espectador al estar rodeado de las plantaciones del banano; ha sido un estadio importante en el fútbol local de la ciudad de Vinces, en especial para el principal equipo como lo es el Club Deportivo y Social Santa Rita que participa en los torneos de Segunda Categoría y también en los torneos de Serie B.
El estadio es sede de distintos eventos deportivos a nivel de torneos provinciales de Segunda Categoría, aquí se han jugado varios encuentros, considerados como tradicionales de la provincia, se destaca los enfrentamientos del Santa Rita contra el Club Sport Venecia de Babahoyo, partido considerado como clásico provincial, también fue sede de algunos partidos del Santa Rita durante su estancia en Serie B, tres temporadas acogió al club santo hasta su descenso a Segunda Categoría en el año 2005.
El estadio tiene instalaciones con camerinos para árbitros, equipos local y visitante, zona de calentamiento, cabinas de prensa, y comodidades para los aficionados.
Además el recinto deportivo es sede de:
- Campeonatos Intercolegiales y municipales de fútbol.[10]

## Mejoras
El estadio fue descontinuado por varios años debido al descenso a Segunda Categoría del Santa Rita y tras la posterior sanción al club vinceño por 5 años debido a una deuda mantenida con la AFNALR, para el año 2011 se decide realizar algunas mejoras al estadio para que el equipo santo vuelva a jugar Segunda Categoría en su fortín.
Pasaron varios años y el estadio mantuvo su estado de no apto para fútbol profesional, en ese tiempo el Santa Rita hizo de local en el Estadio Municipal 14 de Junio también de la ciudad de Vinces, se volvió a acondicionar el escenario debido a la buena campaña realizada por el Santa Rita primero en 2015 y mejor aún en la temporada 2016, pasando el provincial, zonal, cuadrangular semifinal y final.
El estadio fue vuelto a utilizar por completo en la mejor temporada del Santa Rita desde el 2005 año del descenso y suspensión, además desde 2011 que es donde vuelve a participar en torneos de Segunda Categoría.